# Благомир
Благомир е българско лично мъжко име от славянски произход. Означава – човек, който е велик в благостта си.